# De frietbaron
De frietbaron is het 220ste stripverhaal van Jommeke. De reeks wordt getekend door striptekenaar Jef Nys.

## Verhaal
In een tuincentrum krijgt Filiberke een vleesetende plant als cadeau. Samen met Jommeke gaat Filiberke naar professor Gobelijn. Filiberke en de professor vinden later een planten- groeimiddel uit. Wanneer later in de krant een artikel over dit middel verschijnt begint alles. Gobelijn en Filiberke worden ontvoerd in opdracht van een stoute frietbaron. Hij wil door het middel superfrieten op de markt brengen.Ondertussen heeft het plantengroeimiddel zijn uitwerking niet gemist. De gehele woning van professor Gobelijn is overwoekerd door reuzeplanten. Doch na een tijd blijkt het middel uitgewerkt te zijn. De reuzeplanten gaan kapot. Ondertussen proberen Jommeke en zijn vriendjes hun twee vrienden te bevrijden bij die frietbaron. Met wat hulp van een handlanger van de frietbaron, slagen ze erin om de frietbaron onschadelijk te maken. Tot slot laat Filiberke, toevallig door het planten-groeimiddel, de tuin van zijn vader nog extra groeien.